# Virgiliu Postolachi
Virgiliu Postolachi (Edineț, 17 maart 2000) is een Moldavisch voetballer die in het seizoen 2020/21 door Lille OSC wordt uitgeleend aan Excel Moeskroen. Naast de Moldavische heeft Postolachi ook de Franse en Roemeense nationaliteit. Postolachi is een aanvaller.

## Carrière

### Paris Saint-Germain
Postolachi werd geboren in Moldavië, maar verhuisde op tweejarige leeftijd naar Frankrijk. Hij sloot zich in 2013 aan bij de jeugdacademie van Paris Saint-Germain. In 2016 en 2017 werd hij met PSG kampioen in de Franse U17-reeks. Postolachi begon het seizoen 2017/18 vervolgens bij de U19 van PSG, waarmee hij in de UEFA Youth League scoorde tegen Celtic FC en Bayern München, om op het einde van het seizoen uiteindelijk al aan te sluiten bij het beloftenelftal in de Championnat National 2.
In de zomer van 2018 ondertekende hij zijn eerste profcontract bij PSG. In juli 2018 nam hij met het eerste elftal deel aan de International Champions Cup, een internationaal vriendschappelijk zomervoetbaltoernooi. In de laatste wedstrijd tegen Atlético Madrid scoorde hij in de blessuretijd het winnende doelpunt in de 3-2-zege van PSG.

### Lille OSC
In juli 2019 ondertekende Postolachi een contract voor vier seizoenen bij Lille OSC, waar hij in eerste instantie aansloot bij de beloften. Na zijn eerste seizoen, waarin hij geen officiële speelminuten bij het eerste elftal kon verzamelen, werd hij in juli 2020 uitgeleend aan zusterclub Excel Moeskroen in de Belgische hoogste divisie.

## Clubstatistieken
| Seizoen         | Club              | Land               | Competitie         | Competitie | Competitie | Beker | Beker | Supercup | Supercup | Europees | Europees | Totaal | Totaal |
| Seizoen         | Club              | Land               | Competitie         | Wed.       | Dlp.       | Wed.  | Dlp.  | Wed.     | Dlp.     | Wed.     | Dlp.     | Wed.   | Dlp.   |
| --------------- | ----------------- | ------------------ | ------------------ | ---------- | ---------- | ----- | ----- | -------- | -------- | -------- | -------- | ------ | ------ |
| 2019/20         | Lille OSC         | Vlag van Frankrijk | Ligue 1            | 0          | 0          | 0     | 0     | —        | —        | 0        | 0        | 0      | 0      |
| 2020/21         | → Excel Moeskroen | Vlag van België    | Jupiler Pro League | 6          | 0          | 0     | 0     | —        | —        | —        | —        | 6      | 0      |
| Carrière totaal | Carrière totaal   | Carrière totaal    | Carrière totaal    | 6          | 0          | 0     | 0     | 0        | 0        | 0        | 0        | 6      | 0      |

Bijgewerkt op 27 januari 2021.
1 Delavalée ·
2 Duplus ·
4 Gueye ·
6 Dekuyper ·
7 Tainmont ·
8 Bourdouxhe ·
9 Postolachi ·
10 Bakić ·
11 Mohamed ·
14 Faraj ·
15 Lepoint  ·
16 Mayoka-Tika ·
17 Dione ·
19 Vroman ·
20 Lucas ·
21 Gillekens ·
22 Bocat ·
24 Henry ·
25 Diandy ·
26 Silvestre ·
28 Angiulli ·
29 Badibanga ·
30 Carcela ·
32 Gnohéré ·
35 Mandanda ·
40 Simba ·
70 Tabekou ·
Myny ·
Giunta ·
Coach: Jeunechamps